# Thế giới bị quỷ ám
Thế giới bị quỷ ám là cuốn sách của nhà vật lý thiên văn Carl Sagan (tên gốc tiếng Anh: The Demon-Haunted World: Science as a Candle in the Dark) xuất bản năm 1995, bản dịch tiếng Việt xuất bản bởi Alphabooks
Trong cuốn sách, Sagan muốn giải thích phương pháp khoa học cho người ngoại đạo đối với khoa học và khuyến khích mọi người học tư duy phê phán hoặc hoài nghi khoa học
Ông giải thích các phương pháp để phân biệt ý tưởng có thể coi là khoa học với ý tưởng bị coi là giả khoa học.
Sagan tuyên bố rằng khi ý tưởng mới được đề xuất, nó phải được kiểm nghiệm bằng các phương pháp hoài nghi khoa học và phải vượt qua những nghi vấn nghiêm khắc.

## Chủ đề
Đối với Sagan, khoa học không chỉ là khối tri thức mà còn là cách suy nghĩ. Cách suy nghĩ khoa học vừa sáng tạo vừa chặt chẽ dẫn dắt con người hiểu thế giới như nó là thay vì như cách họ muốn thấy.
Khoa học hiệu lực hơn bất cứ hệ thống nào khác vì nó có "cỗ máy sửa lỗi tự thân". 
Thuyết siêu nhiên và giả khoa học ngăn cản những người ngoại đạo nhìn nhận vẻ đẹp và ích lợi của khoa học.
Tư duy hoài nghi giúp xây dựng, hiểu, suy luận và nhận ra những lập luận hợp lý và không hợp lý.

### Con rồng trong ga-ra
Như một ví dụ về tư duy hoài nghi, Sagan kể một câu chuyện về một con rồng phun lửa đang sống trong ga-ra của ông. 
Khi ông thuyết phục một người khách nghĩ thoáng, duy lý đến gặp con rồng, người đó nói ông ta không thể nhìn thấy con rồng.
Sagan trả lời ông "quên không nói rằng nó là con rồng tàng hình".
Người khách đề nghị rắc bột lên sàn để có thể nhìn thấy dấu chân của nó và Sagan trả lời đó là một ý tưởng hay "nhưng con rồng này trôi trong không khí".
Khi người khách đề nghị dùng máy quay hồng ngoại để xem những ngọn lửa vô hình, Sagan giải thích rằng đó là lửa vô nhiệt.
Ông tiếp tục đáp lại mọi bài kiểm tra bằng lý do tại sao nó không áp dụng được.
Sagan kết luận bằng cách hỏi "Giờ thì có sự khác biệt nào giữa một con rộng vô hình, vô thể, trôi lơ lửng thở ra ngọn lửa vô nhiệt và không có con rồng nào?
Nếu không có cách nào phản chứng mối nghi ngờ, không thí nghiệm khả tưởng nào phủ nhận được, nói rằng con rồng tồn tại có ý nghĩa gì?
Việc bạn không thể phủ nhận được giả thuyết hoàn toàn không giống với việc chứng minh nó đúng."